# Sława
Sława (deutsch Schlawa, 1937–1945 Schlesiersee) ist eine Stadt und Sitz der Stadt- und Landgemeinde Sława im Powiat Wschowski der Woiwodschaft Lebus in Polen mit 3900 Einwohnern.

## Geographische Lage
Die Ortschaft liegt in Niederschlesien an der Einmündung der Oberen Obra (vormals auch Scharnitz genannt, polnisch Czernica) in den größten See Schlesiens, den Schlawaer See (Jezioro Sławskie), auf einer Höhe von 82 m über dem Meeresspiegel, etwa 24 Kilometer nördlich der Stadt Głogów (Glogau).

## Geschichte

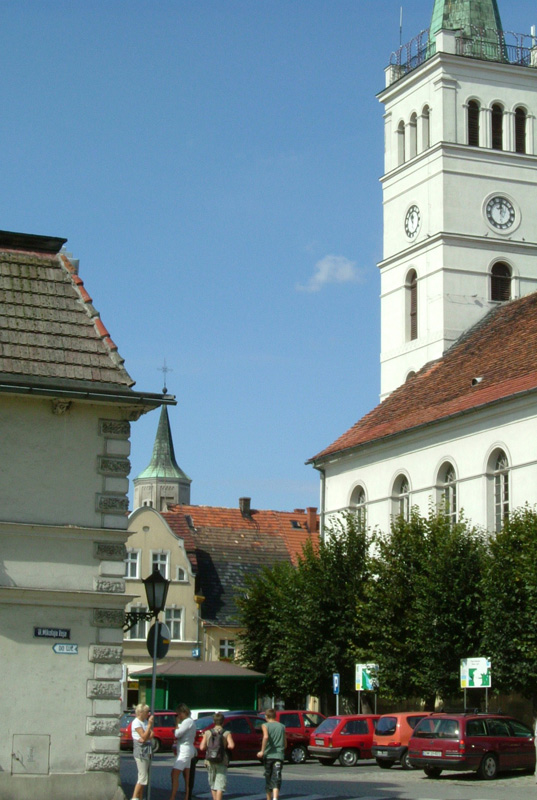
Marktplatz in Sława mit früherer evangelischer Kirche und katholischer Kirche im Hintergrund

Schlawa wurde im 13. Jahrhundert gegründet. Der genaue Zeitpunkt, wann Schlawa Stadtrechte erhielt, ist nicht überliefert, bei ihrer Ersterwähnung bei der Teilung des Herzogtums Glogau von 1312 besaß sie diese bereits.
Schlawa war zunächst Teil des Glogauer Weichbildes, wurde aber im 15. Jahrhundert zum Adelssitz. Im Jahre 1468 gelangte die Stadt in den Besitz der Herren von Rechenberg. Im Jahre 1506 kam Schlawa zum Königreich Böhmen. Nach der Schlacht am Weißen Berg wurde der Besitz der Rechenberger konfisziert und kam in den Besitz der Familie von Barwitz, Freiherren von Fernelmont, die 1884 erlosch. Von 1886 bis 1945 besaßen die mährischen Grafen von Haugwitz die Gutsherrschaft Schlawa.
Nordöstlich der mit drei Stadttoren versehenen, aber nicht ummauerten Stadt verlief die Grenze zu Großpolen. Neben der Fischerei im See waren die Landwirtschaft und der Grenzhandel mit Polen die wichtigsten Einnahmequellen der Bewohner. In den Jahren 1721 und 1765 brachen in Schlawa zwei große Stadtbrände aus. Seit 1499 war in der Stadt eine Zunft der Tuchmacher ansässig. Die Bedeutung als Tuchmacherstadt ging seit dem Dreißigjährigen Krieg immer mehr zurück, um 1830 erfolgte eine Auswanderung in das damals russische Lodsch.
1735 entstand ein Schlossneubau. Nach dem Ersten Schlesischen Krieg 1742 fiel die Stadt an Preußen. Die evangelische Kirchgemeinde errichtete 1834 eine Kirche auf dem Marktplatz, die aus dem 14. Jahrhundert stammende Michaeliskirche gehörte seit der Gegenreformation den Katholiken.
1820 wurde Schlawa dem Landkreis Freystadt zugeordnet. Nach dessen Auflösung im Jahre 1932 wurde die Stadt Teil des Landkreises Glogau, dem die Stadt schon zwischen 1816 und 1820 angehört hatte.
Um 1900 hatte die Stadt eine evangelische und eine katholische Kirche. Schlawa erhielt 1913 einen Eisenbahnanschluss. Als nach dem Ersten Weltkrieg die Provinz Posen zu Polen kam, wurde die Stadt wieder zur Grenzstadt. Durch diese Randlage verlor Schlawa an Bedeutung. 1921 wurde die Landgemeinde Schlawa. Der Gutsbezirk Schlawa wurde 1928 in die Stadt eingemeindet; um 1894 umfasste das Gut eine Fläche von 2632 ha, wovon 667 ha Ackerboden, 159 ha Wiesen, 86 ha Weiden, 822 ha Holzungen, 864 ha Gewässer und 34 ha Hoffläche waren.
Während der NS-Herrschaft erfolgte eine Umbenennung des slawischen Ortsnamens und die Stadt, wie auch der See, erhielten die Bezeichnung Schlesiersee. Im Zweiten Weltkrieg entstand bei Schlesiersee – in den Vorwerken Bänisch Vorwerk und Neu Vorwerk – ein Außenlager des KZ Groß-Rosen. In den letzten Kriegsmonaten verlegte das Reichssicherheitshauptamt einen Teil seines Archivs und der Bibliothek, die überwiegend aus in Europa zusammengestohlenen Büchern bestand, unter Rolf Mühler in das Schloss Schlawa. Die Materialien wurden danach weit verstreut und erst nach der politischen Wende 1989 konnten Archivare und wissenschaftliche Antiquare Spuren davon suchen.
Gegen Ende des Zweiten Weltkriegs wurde die Region im Februar 1945 von der Roten Armee besetzt. Als Folge des Zweiten Weltkriegs fiel Schlawa / Schlesiersee an Polen. Die einheimische deutsche Bevölkerung wurde, soweit sie nicht vorher geflohen war, weitgehend vertrieben. Die neu angesiedelten Bewohner waren teilweise Zwangsumgesiedelte aus Ostpolen, das an die Sowjetunion gefallen war.
In den ersten Jahren nach Kriegsende war Sława Sitz des Powiat Głogowski, da in Głogów wegen der Kriegszerstörungen keine Gebäude für die Kreisverwaltung vorhanden waren. Auch Schulen und andere öffentliche Einrichtungen fanden zeitweilig in Sława ein Ausweichquartier.
Heute ist die Stadt ein Fremdenverkehrsort.

## Einwohnerentwicklung
| Jahr | Einwohner | Anmerkungen |
| ---- | --------- | --- |
| 1787 | 0543      | |
| 1803 | 0590      | [ 5 ] |
| 1810 | 0515      | [ 5 ] |
| 1816 | 0509      | davon 456 Evangelische und 53 Katholiken |
| 1818 | 0674      | ohne den Gutsbezirk Schlawa mit 293 Einwohnern |
| 1821 | 0626      | in 114 Privatwohnhäusern |
| 1825 | 0632      | darunter 94 Katholiken; ohne den Gutsbezirk Schlawa mit 47 Häusern und 238 Einwohnern, darunter 68 Katholiken |
| 1840 | 0706      | in 117 Häusern, 565 evangelische und 141 katholische Einwohner |
| 1867 | 0903      | am 3. Dezember, ohne die Landgemeinde Schlawa mit 288 Einwohnern und den Gutsbezirk Schlawa mit 78 Einwohnern |
| 1871 | 0879      | am 1. Dezember, davon 690 Evangelische, 175 Katholiken und 14 Juden, ohne die Landgemeinde Schlawa mit 268 Einwohnern (165 Evangelische, 103 Katholiken) und den Gutsbezirk Schlawa mit 65 Einwohnern (49 Evangelische, 16 Katholiken); nach anderen Angaben 878 Einwohner, darunter 700 Evangelische; |
| 1905 | 0766      | [ 2 ] |
| 1910 | 0848      | am 1. Dezember, ohne die Landgemeinde Schlawa mit 326 Einwohnern und den Gutsbezirk Schlawa mit 118 Einwohnern |
| 1933 | 1678      | [ 13 ] |
| 1939 | 1802      | [ 13 ] |

| Jahr          | 1961 | 1970 |
| ------------- | ---- | ---- |
| Einwohnerzahl | 2433 | 2617 |

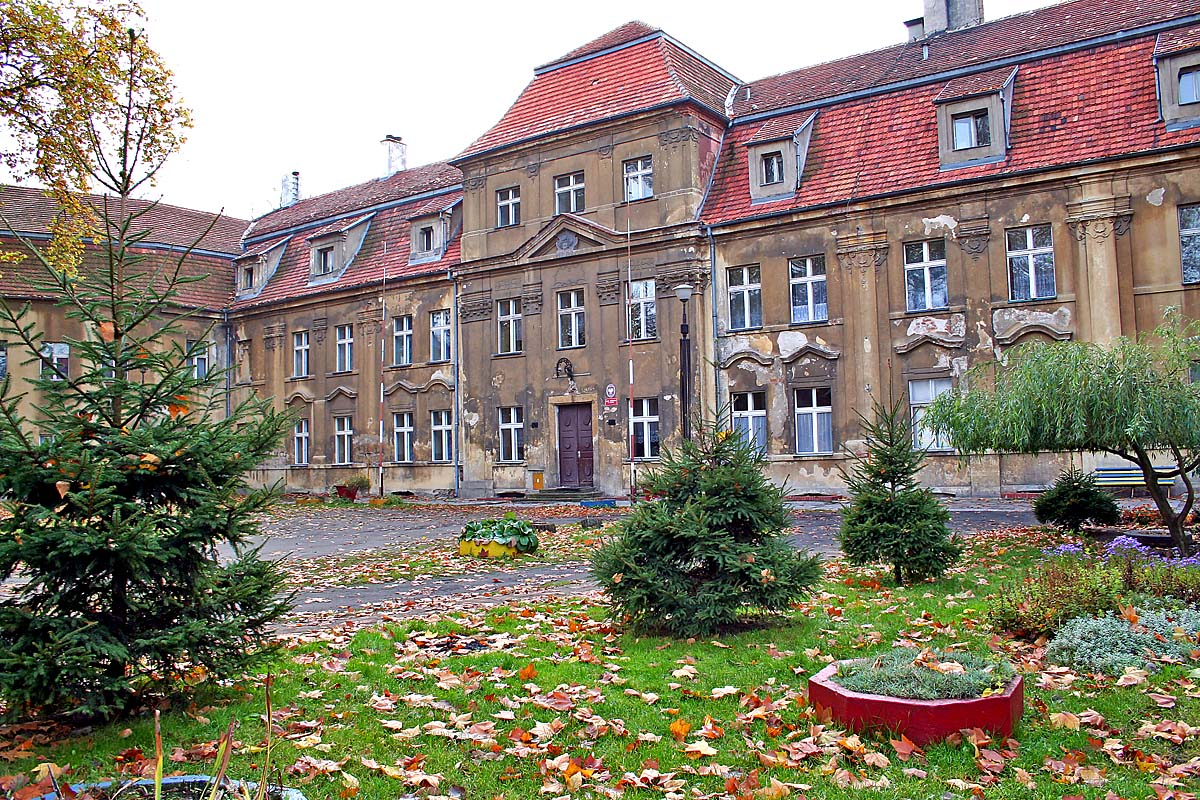
Schloss Schlawa
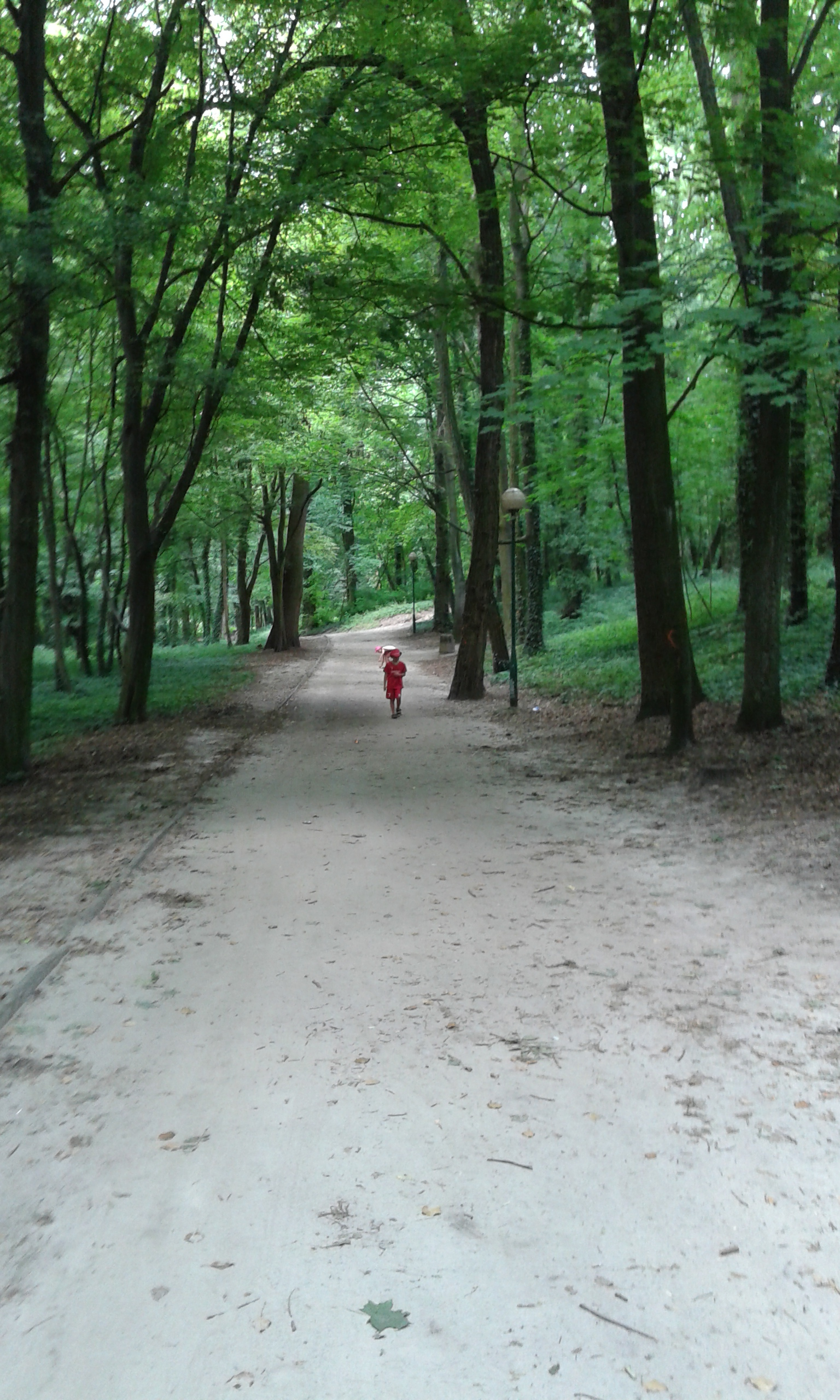
Allee im Schlosspark
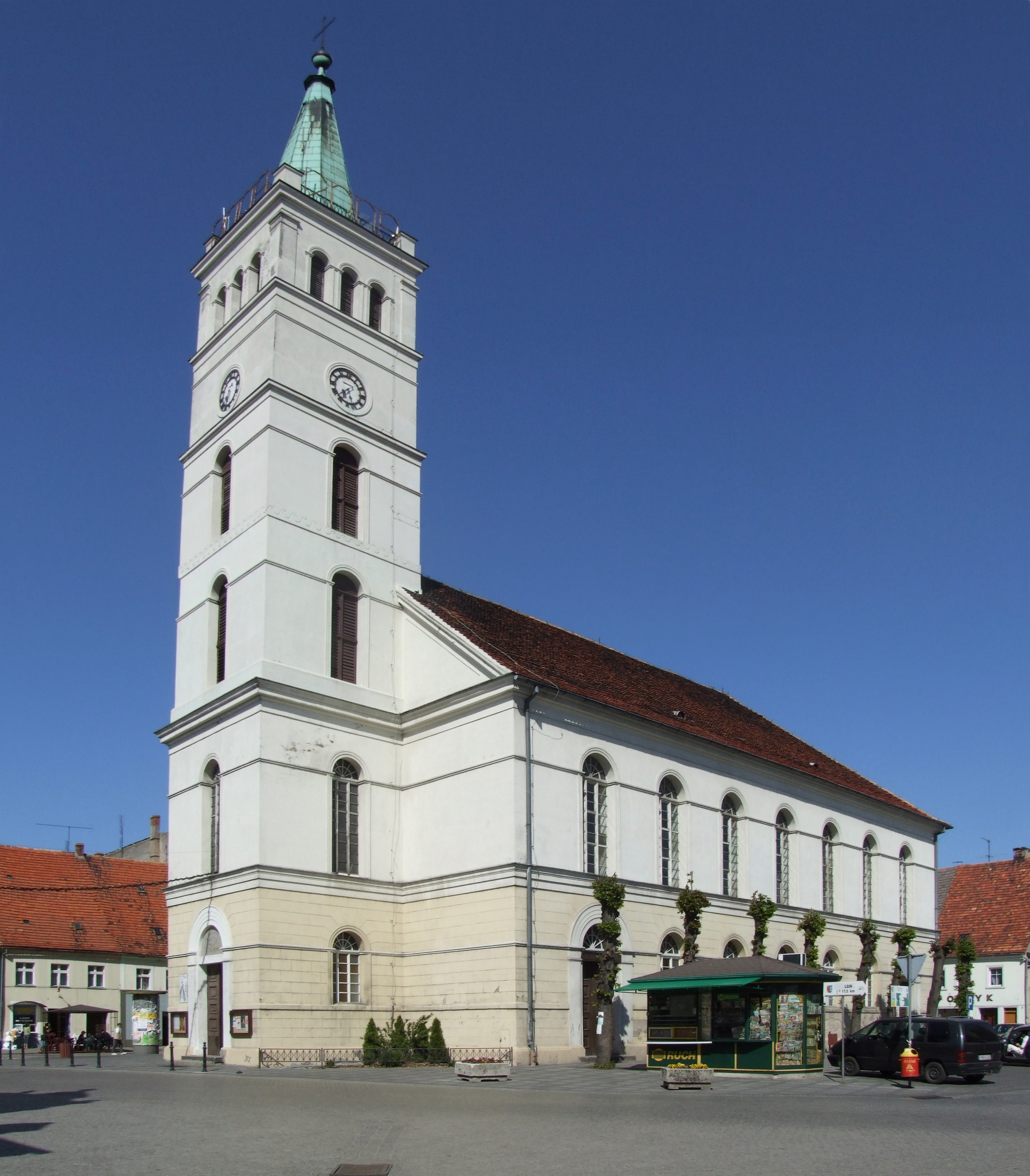
Ehemalige evangelische Pfarrkirche
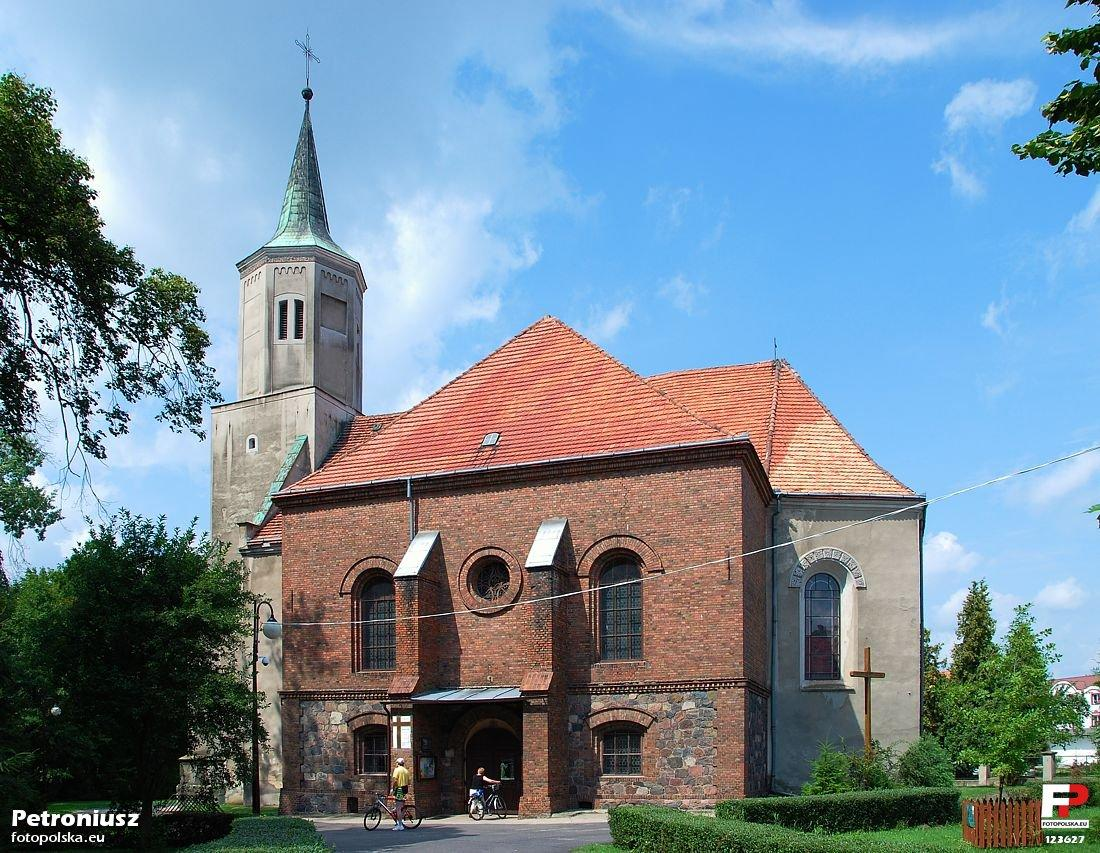
Katholische Pfarrkirche
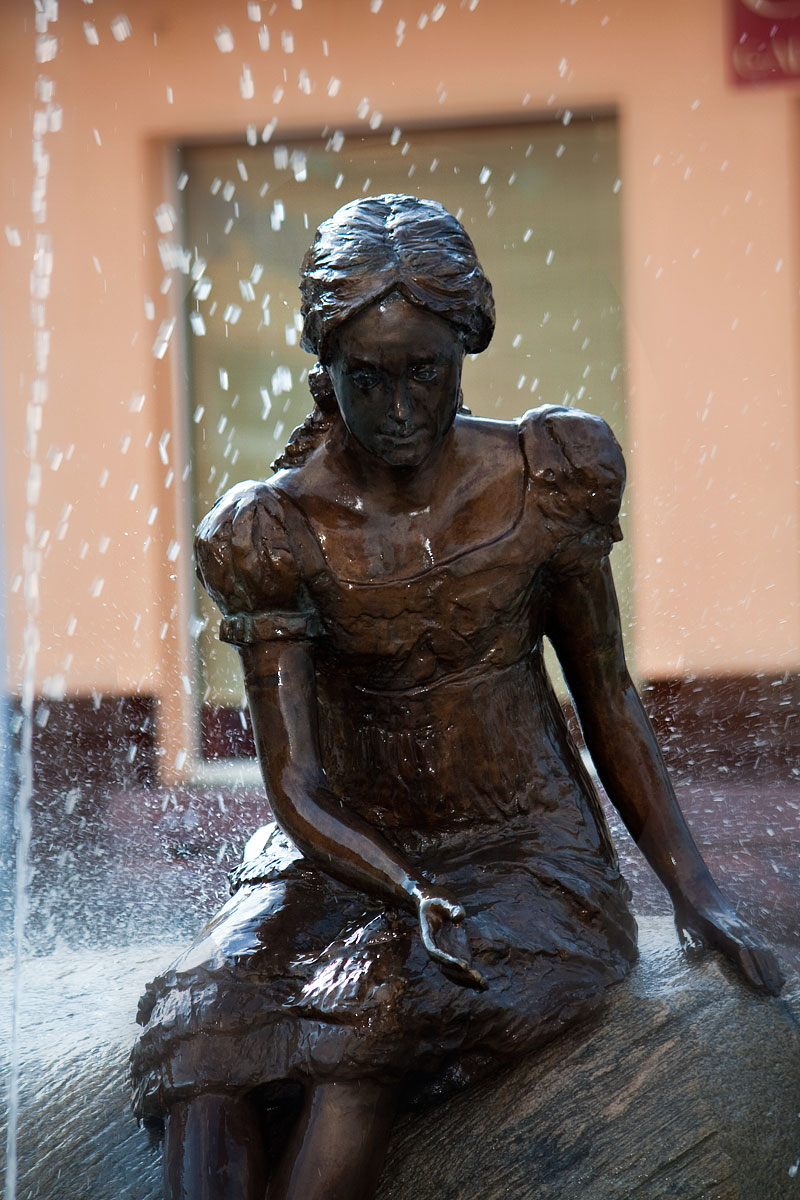
Springbrunnen
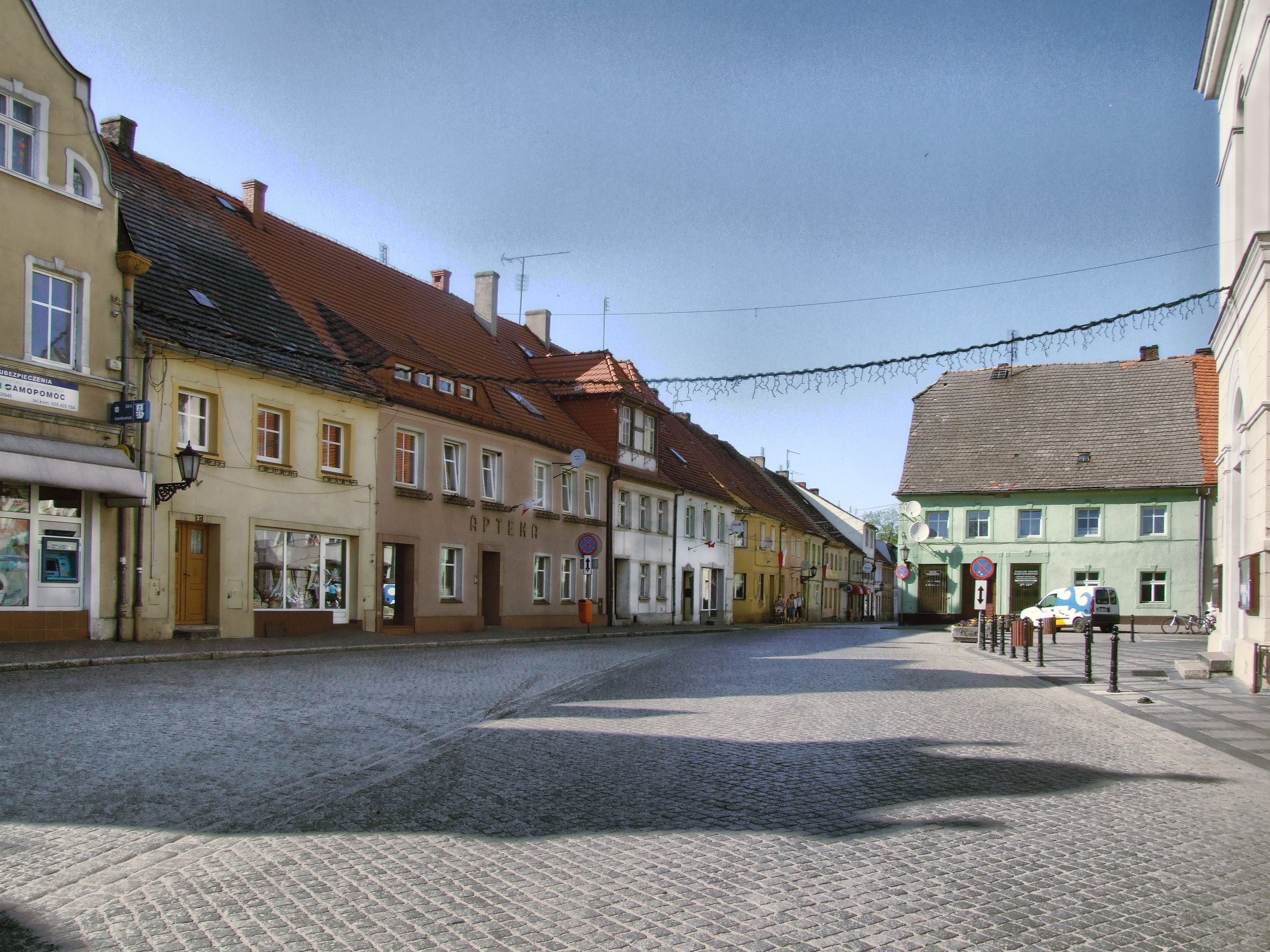
Geschäftsstraße

## Personen, die mit dem Ort verbunden sind
- Ernst Heinrich Lange (1876–1952), deutscher Verleger aus Schlawa
- Georg Lange (1883–1964), deutscher Jurist, Politiker und Stadtkämmerer in Berlin, geboren in Schlawa
- Johannes Helm (* 1927 in Schlawa), deutscher Psychologe, Maler und Schriftsteller

## Städtepartnerschaft
- Luckau, Deutschland

## Gmina

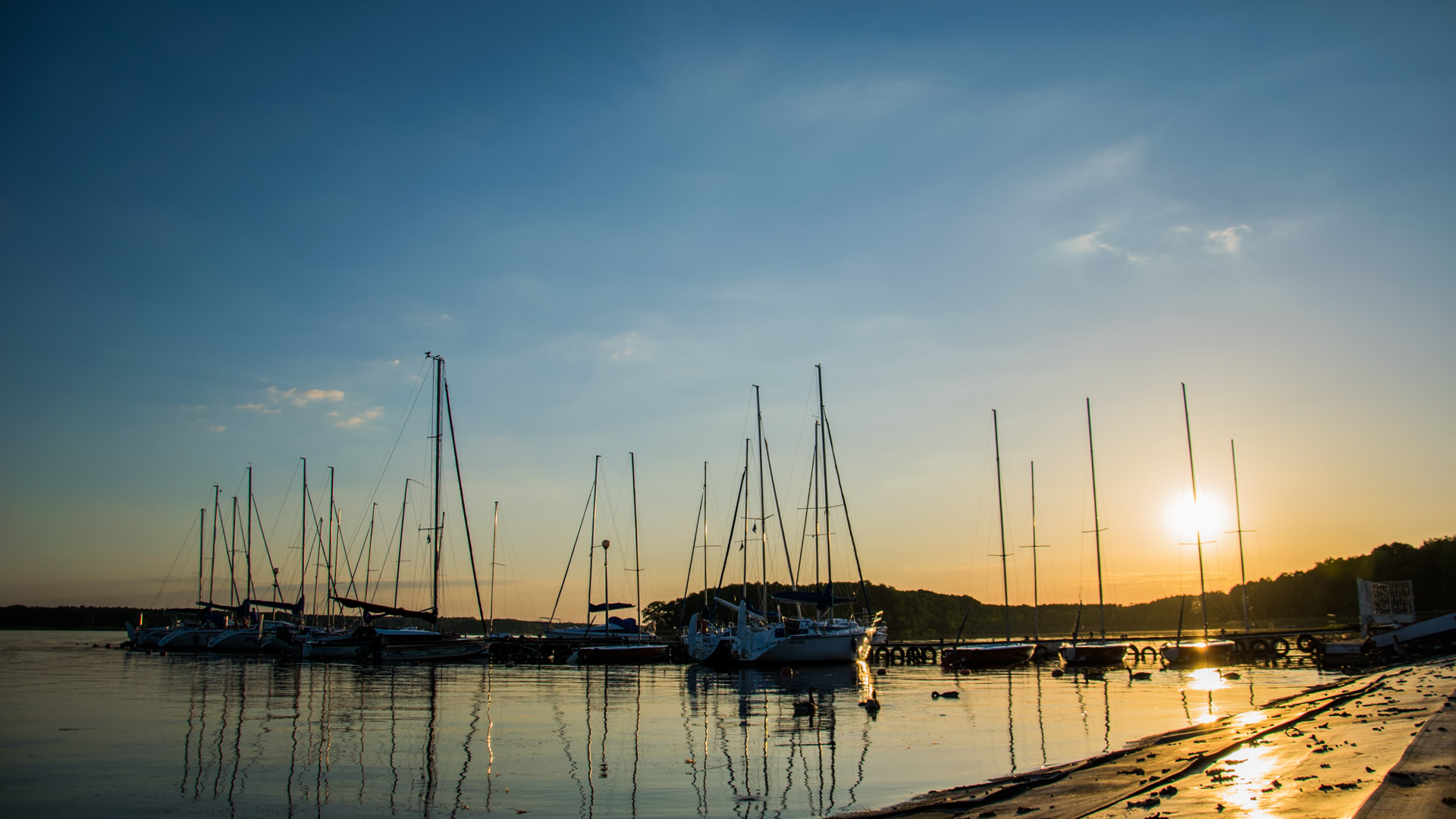
Schlawaer See

Die Stadt- und Landgemeinde Sława umfasst ein Gebiet von 327 km² mit 11.887 Einwohnern. Auf dem Gemeindegebiet befinden sich 14 Seen.